# Рыбинский (Орловская область)
Рыбинский  — посёлок в составе Медведковского сельского поселения Болховского района Орловской области. Население — 1 человек (2010), на 2018 гг. — 3 жителя.

## География
Посёлок расположен в центральной части Среднерусской возвышенности в лесостепной зоне, на севере Орловской области возле административной границы с Ульяновским районом Калужском области и находится по берегу реки Орс. Уличная сеть состоит из одного географического объекта: ул. Речная.
Географическое положение
в 4 км. — административный центр поселения посёлок Вязовая, в 24 км — административный центр района город Болхов
Климат
близок к умеренно-холодному, количество осадков является значительным, с осадками в засушливый месяц. Среднегодовая норма осадков — 627 мм. Среднегодовая температура воздуха в Болховском районе — 5,1 °C.

## Население
| 2010 |
| ---- |
| 1    |

На 2017—2018 гг., по данным администрации Медведковского сельского поселения, в 1 дворе 3 жителя, от 30 до
50 лет — 1 чел., от 50 до 60 лет — 1 чел., свыше 60 лет — 1 чел..
Национальный состав
Согласно результатам переписи 2002 года, в национальной структуре населения
русские составляли 100 % от общей численности населения в 2 жителя

## Инфраструктура
Личное подсобное хозяйство. Было развито сельское хозяйство.

## Транспорт
Просёлочные дороги.